# Discocactus horstii

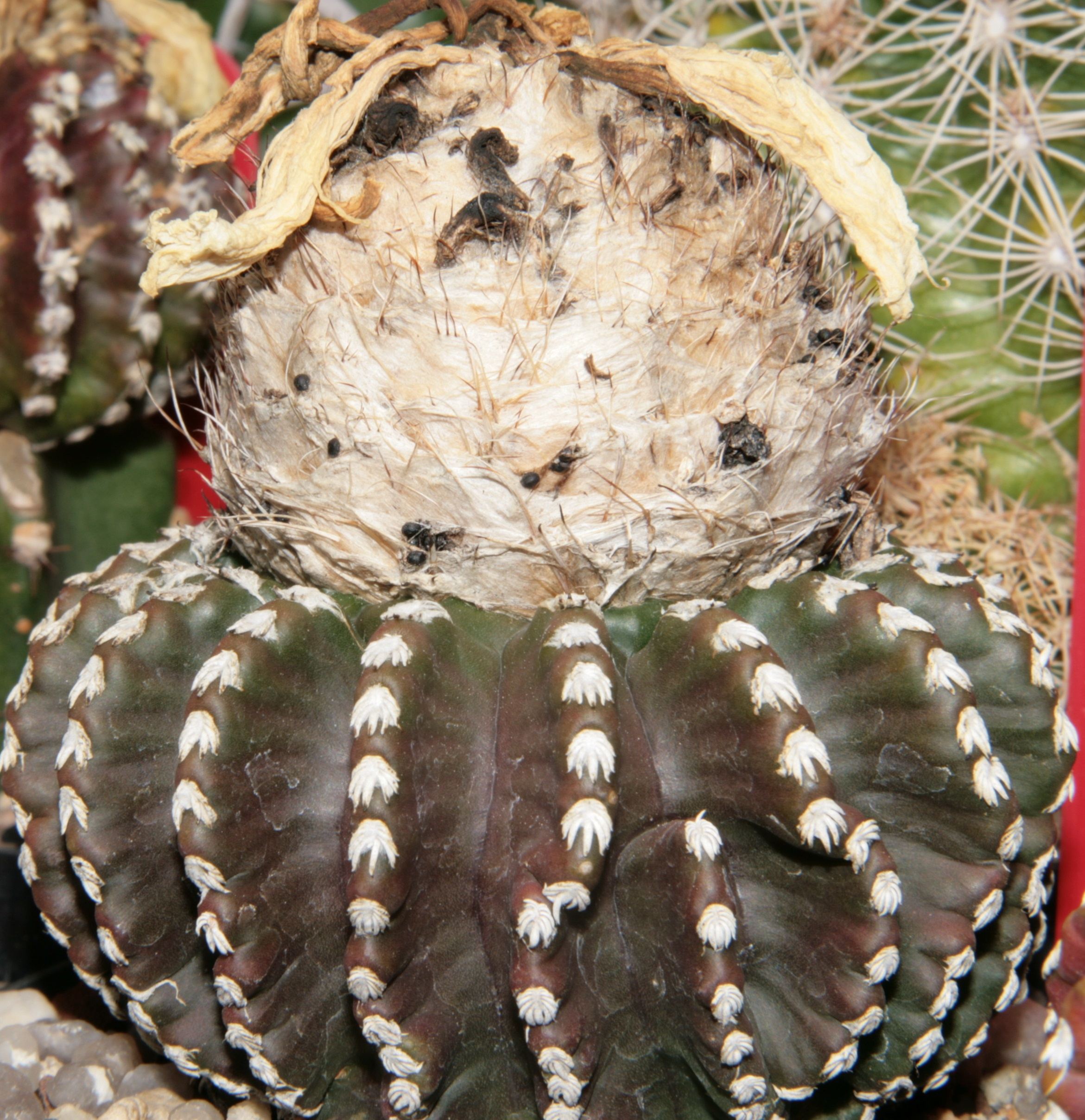
Discocactus horstii alte Pflanze

Discocactus horstii ist eine Pflanzenart aus der Gattung Discocactus in der Familie der Kakteengewächse (Cactaceae). Das Artepitheton horstii ehrt Leopoldo Horst, den Entdecker der Art. Die Deutsche Kakteen-Gesellschaft sowie die Gesellschaft Österreichischer Kakteenfreunde und die Schweizerische Kakteen-Gesellschaft wählten Discocactus horstii 2016 zum „Kaktus des Jahres“.

## Beschreibung
Discocactus horstii wächst einzeln, mit bräunlich grünen, abgeflacht kugelförmigen Körpern, die Wuchshöhen von bis zu 2 Zentimetern und Durchmesser von bis 7 Zentimetern erreichen. Die 15 bis 22 rundlichen Rippen sind 6 bis 8 Millimeter hoch. Die anfangs weißfilzigen Areolen verkahlen später. Es sind bis zu 8 kalkig gräulich weiße, bis 7,5 Millimeter lange Dornen vorhanden, die rückwärts gebogen sind und an der Körperoberfläche anliegen. Das aus weißer Wolle und einigen bräunlichen, bis zu 2 Zentimeter langen Borsten gebildete Cephalium wird bis 1,5 Zentimeter hoch und erreicht einen Durchmesser von 2 Zentimetern.
Die röhrenförmigen weißen Blüten sind bis zu 7,5 Zentimeter lang und erreichen Durchmesser 6 Zentimetern. Die zylindrischen bis keulenförmigen, weißen Früchte werden bis zu 3 Zentimeter lang und weisen Durchmesser von 4 Millimetern auf.

## Verbreitung, Systematik und Gefährdung
Discocactus horstii ist im brasilianischen Bundesstaat Minas Gerais verbreitet. Die Erstbeschreibung erfolgte 1973 durch Albert Frederik Hendrik Buining und Arnold J. Brederoo.
Discocactus horstii wird in Anhang I des Washingtoner Artenschutz-Übereinkommen geführt. In der Roten Liste gefährdeter Arten der IUCN von 2002 wurde sie als „Endangered (EN)“, d. h. stark gefährdet eingestuft. Nach der Überarbeitung der Liste 2013 wird die Art als „Vulnerable (VU)“, d. h. als gefährdet geführt.

## Nachweise